# Batterij (militair)

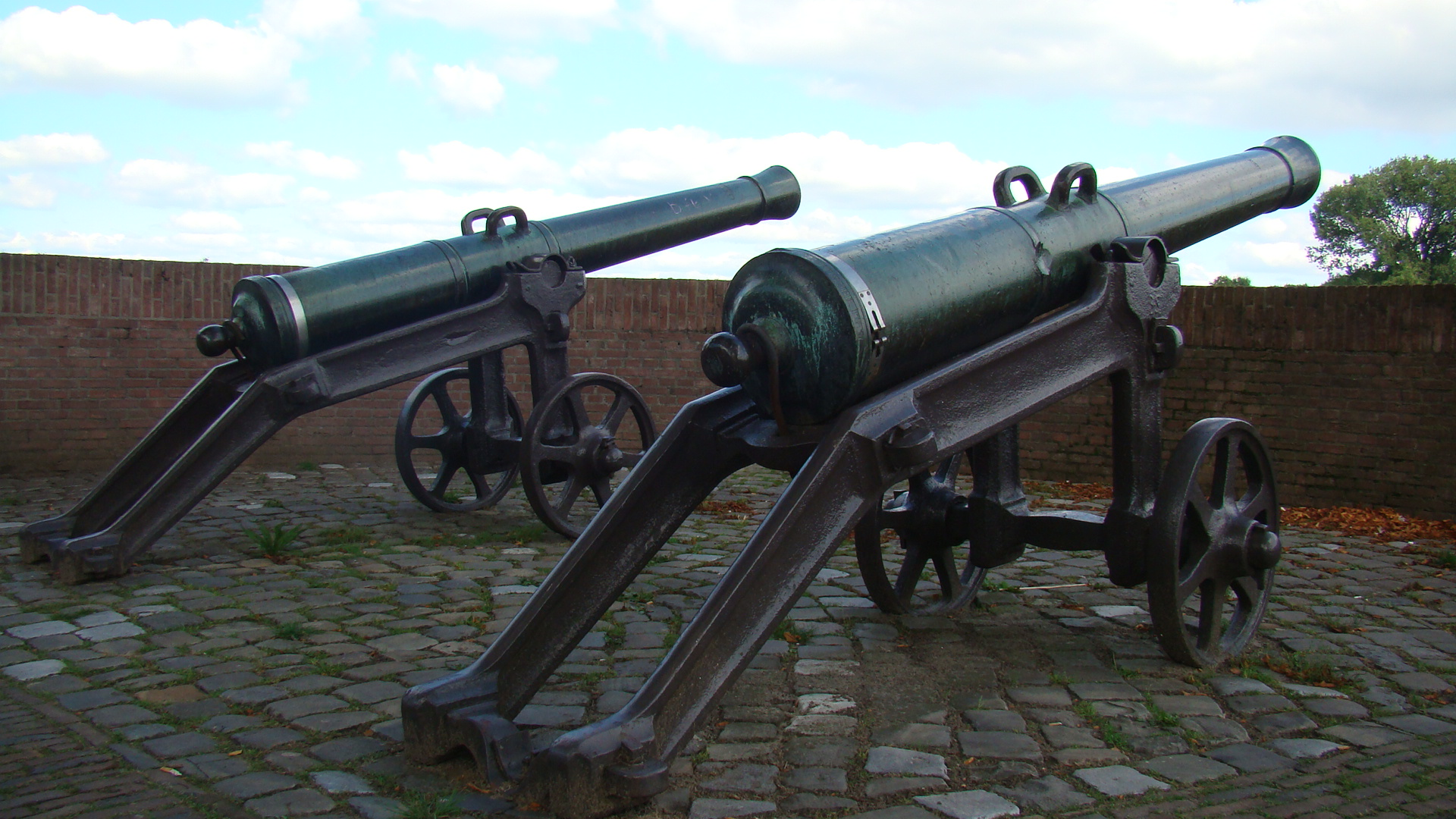
Een batterij op het bolwerk van Grave

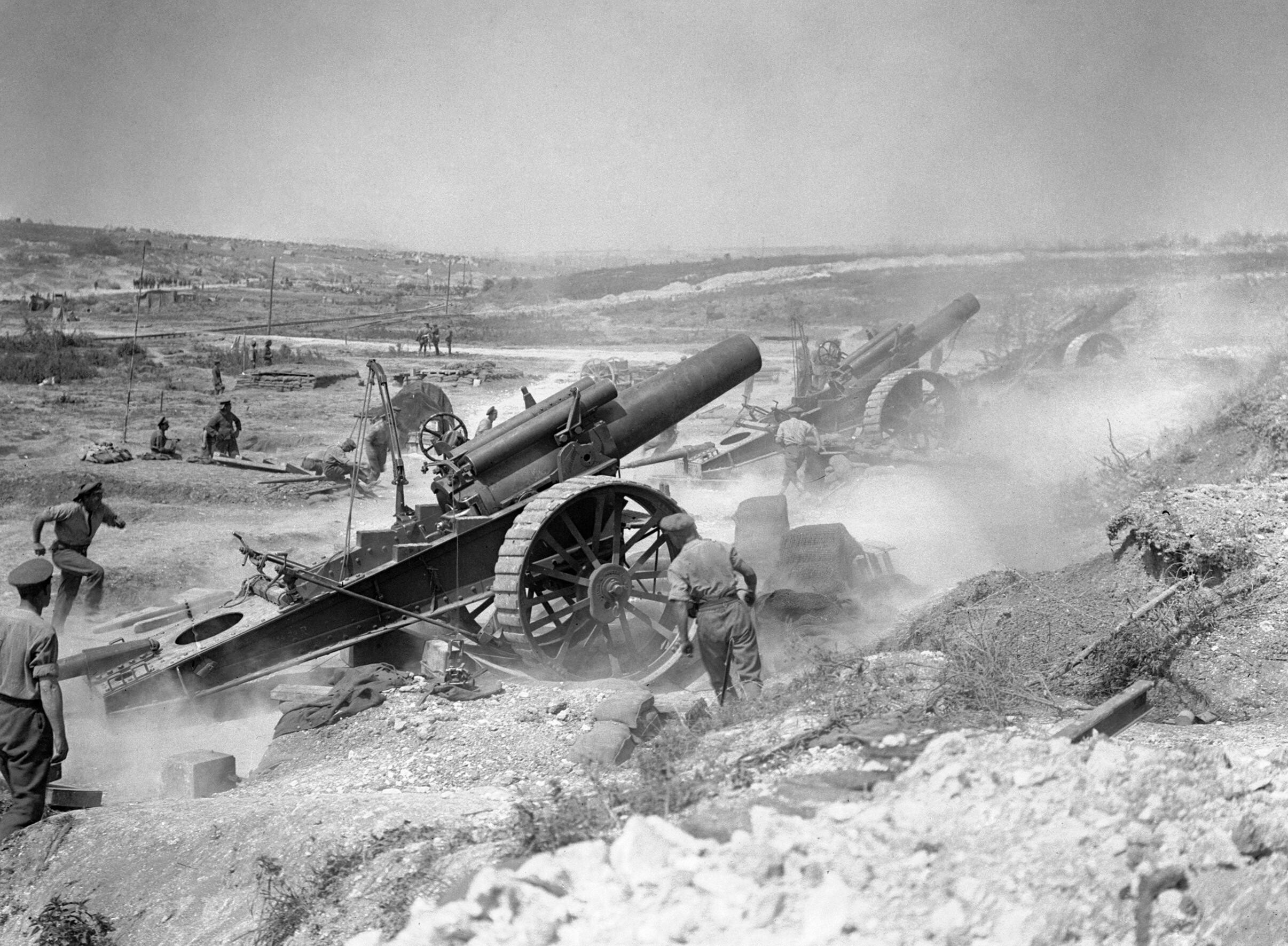
Een Britse batterij houwitsers in actie tijdens de Slag aan de Somme in 1916

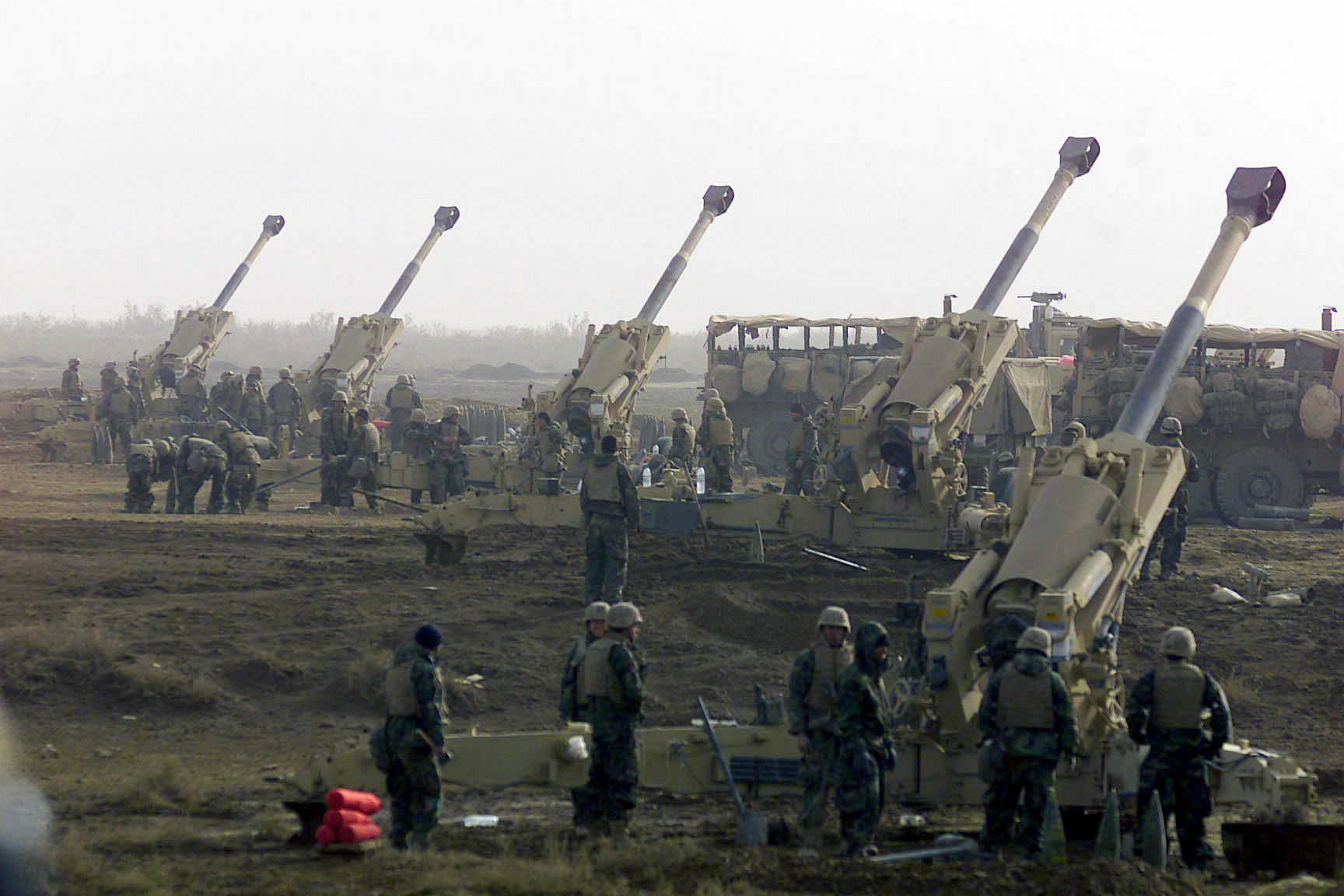
Amerikaanse batterij van 155mm houwitsers tijdens de Irakoorlog in 2003

Een batterij is een militaire term voor een eenheid artillerie-wapens (zoals kanonnen, houwitsers, mortieren en raketwapens), vaak opgesteld in een rij. Batterijen kunnen ingezet worden voor zowel offensieve doeleinden (bijvoorbeeld als onderdeel van de veldartillerie) als defensieve doeleinden (bijvoorbeeld als kustbatterij of luchtafweerbatterij). In het Belgische en Nederlandse leger wordt een compagnie in de artillerie een batterij genoemd.

## Verschijningsvormen
Een batterij in een modern leger bestaan meestal uit 6 tot 8 houwitsers en 100 tot 200 manschappen. De houwitsers zijn meestal gemechaniseerd (rijdend), zogenaamde pantserhouwitsers. In Nederland werden in de periode 2005-2007 alle M-109 A2/90 pantserhouwitsers vervangen door de Panzerhaubitze 2000.
Een traditorebatterij is een batterij die in de flank of rug van de vijand vuurt. Plek voor het geschut om aan de keelzijde de fortgracht onder vuur te nemen. Vanuit het terrein vóór het fort (langs de vijandzijde) niet zichtbaar en moeilijk trefbaar. Het is afgeleid van het Italiaanse 'traditore' of verrader.
Een kustbatterij is een defensieve artillerie-eenheid die aan de kust is opgesteld om oorlogsschepen en andere doelen op zee te beschieten. Kustbatterijen werden doorgaans opgesteld om haven- en riviermondingen te verdedigen, zee-engtes te beheersen, een vijandelijke aanval op de kust af te weren of eigen scheepvaartverkeer vlak voor de kust te beschermen. In de 16e eeuw werden kustbatterijen populair na de ontwikkeling van sneller vurende kanonnen. Om zelf beter beschermd te zijn tegen vuur van oorlogsschepen werd het steeds meer de gewoonte de kustartillerie in forten onder te brengen. Desalniettemin bleven open geschutsopstellingen bestaan vanwege de lage kosten. Kustforten worden tegenwoordig nauwelijks meer gebruikt.
Naast dit soort vaste locaties, wordt tijdens een invasiedreiging de kustlinie vaak versterkt met tijdelijk opgestelde batterijen, zoals het Iraakse leger nog deed toen het ten onrechte veronderstelde dat het Amerikaanse United States Marine Corps een landing wilde uitvoeren op de kust van Koeweit tijdens de Tweede Golfoorlog.

## Trivia
- Soms wordt er met batterij een kleine schans bedoeld.